# 觀葉植物

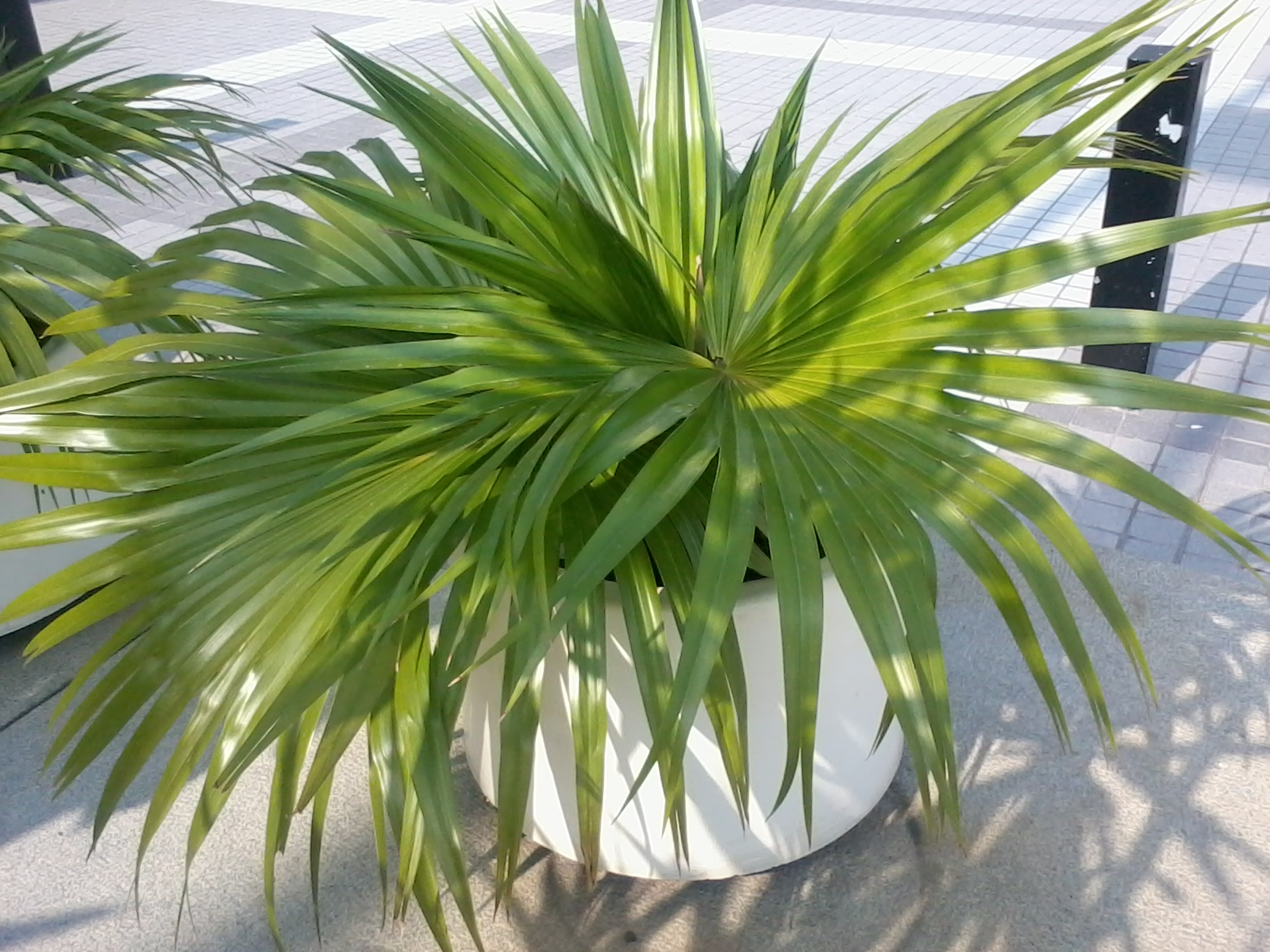
觀葉植物

觀葉植物一般指葉形葉色美麗、可作觀賞的植物，原生於高溫多濕的熱帶雨林中，需光量較少。又分為草本植物和木本植物，草本植物多屬多年生植物如，椒草類、竹芋類、蕨類植物等。木本植物有五米高以上的喬木樹及有如小葉欖仁、鵝掌藤、福祿桐等等的灌木。
近年來，許多民眾會在家中、辦公室等處擺上觀葉植物，龜背芋、鹿角蕨、彩葉芋等品種獲得不少討論與青睞。

### 註腳
1. ↑  . tw.news.yahoo.com.   [2023-01-30]. （原始内容存档于2023-04-01） （中文（臺灣））.